# فرودگاه بین‌المللی ژولیوس نیرر
فرودگاه بین‌المللی ژولیوس نیرر (به انگلیسی: Julius Nyerere International Airport) یک فرودگاه همگانی با کد یاتا DAR است که یک باند فرود آسفالت دارد و طول باند آن ۳۰۰۰ متر است. این فرودگاه در شهر دارالسلام (تانزانیا) کشور تانزانیا قرار دارد و در ارتفاع ۶۰ متری از سطح دریا واقع شده است.

## شرکت‌های هواپیمایی و مقصدهای پروازی

Map of Destinations from Dar es Salaam Airport

The following airlines operate at the airport:

### مسافری
| شرکت‌های هواپیمایی         | مقصدهای پروازی | Terminal |
| ------------------------- | --- | -------- |
| AB Aviation               | شاهزاده سعید ابراهیم | 2        |
| ایر اکسل                  | آروشا، زنگبار | 1        |
| ایر موریشوس               | سر سیوساگور رامگولام | 2        |
| Air Tanzania              | بوکوبا، دودوما، کلیمانجارو، Kigoma، Mbeya، شاهزاده سعید ابراهیم، امتوارا، موانزا، Songea، Tabora، زنگبار                                          | 2        |
| ایر زیمبابوه              | حراره | 2        |
| As Salaam Air             | Iringa، زنگبار | 1        |
| Auric Air                 | دودوما، Iringa، Mafia، Mbeya–Songwe، Morogoro، پمبا، تانزانیا، Songea، Sumbawanga، تانگا، زنگبار                                                  | 1        |
| تانزان‌ایر                 | آروشا, Bagamoyo, Kilwa، Mafia Island، Manyara، Moshi، پمبا، تانزانیا، Saadani، پناهگاه حیات وحش سلوس، Seronera، Songo Songo Island، تانگا، زنگبار | 1        |
| Comores Aviation          | اوانی، شاهزاده سعید ابراهیم | 2        |
| هواپیمایی مصر             | قاهره | 2        |
| هواپیمایی امارات          | دوبی | 2        |
| هواپیمایی اتحاد           | ابوظبی | 2        |
| هواپیمایی اتیوپی          | بوول، شاهزاده سعید ابراهیم | 2        |
| Ewa Air                   | دزااودزی پاماندزی | 2        |
| Fastjet                   | حراره، کلیمانجارو، لوساکا، Mbeya–Songwe، موانزا,                                                                                                  | 2        |
| فلایت‌لینک                 | آروشا، دودوما، Manyara، پمبا، تانزانیا، پناهگاه حیات وحش سلوس، Seronera، زنگبار                                                                   | 1        |
| فلای‌دبی                   | دوبی | 2        |
| Int'Air Îles              | شاهزاده سعید ابراهیم | 2        |
| اینترایر آفریقای جنوبی    | اولیور تامبو | 2        |
| کنیا ایرویز               | جومو کنیاتا | 2        |
| کاال‌ام                    | اسخیپول آمستردام1 | 2        |
| LAM Mozambique Airlines   | ماپوتو، ناموپلا، پمبا، موزامبیک | 2        |
| Malawian Airlines         | چیلکا، لیلونگوه | 2        |
| عمان ایر                  | مسقط، زنگبار | 2        |
| پرسیشن ایر                | آروشا، بوکوبا، انتبه، Kigoma، کلیمانجارو، شاهزاده سعید ابراهیم، امتوارا، جومو کنیاتا، زنگبار                                                      | 2        |
| هواپیمایی قطر             | حمد | 2        |
| رواندایر                  | کیگالی | 2        |
| هواپیمایی آفریقای جنوبی   | اولیور تامبو | 2        |
| سوئیس اینترنشنال ایرلاینز | زوریخ2 | 2        |
| تروپیکال ایر              | آروشا، Mafia Island، زنگبار | 1        |
| ترکیش ایرلاینز            | آتاترک | 2        |
| زن‌ایر                     | آروشا، پمبا، تانزانیا، Saadani، پناهگاه حیات وحش سلوس، زنگبار                                                                                     | 1        |

Notes:
1: Some of کاال‌ام's inbound flights from Amsterdam to Dar es Salaam make a stop in Kilimanjaro, while others are nonstop. However, the airline does not have traffic rights to transport passengers solely between Kilimanjaro and Dar es Salaam.
2: سوئیس اینترنشنال ایرلاینز' flights from Zürich to Dar es Salaam make a stop in Nairobi. However, the airline does not have traffic rights to transport passengers solely between Nairobi and Dar es Salaam.

### باری
| شرکت‌های هواپیمایی        | مقصدهای پروازی      |
| ------------------------ | ------------------- |
| Astral Aviation          | جومو کنیاتا         |
| هواپیمایی اتحاد          | ابوظبی، جومو کنیاتا |
| Martinair Cargo / کاال‌ام | اسخیپول آمستردام    |